# Chrysopa timberlakei
Chrysopa timberlakei là một loài côn trùng trong họ Chrysopidae thuộc bộ Neuroptera. Loài này được Penny et al. miêu tả năm 2000.